# Fenákel Judit
Fenákel Judit (Budapest, 1936. június 25. – 2022. január 13.) magyar író, újságíró. Számos hangjáték, tárca, újságcikk szerzője.

## Életpályája
Gyermekkorát Endrődön élte. Elemi iskoláit is itt járta ki. Endrődről Ausztriába deportálták őket édesanyjával együtt. Édesapja munkaszolgálatban halt meg. 
A második világháború után édesanyjával Szegedre költözött. Itt fejezte be az általános iskolát, és beiratkozott a tanítóképzőbe. A Tanárképző Főiskolán, majd a József Attila Tudományegyetemen szerzett diplomát. 
1957–1962 között általános iskolai oktatóként működött. 1962–1969 között a Csongrád Megyei Hírlap munkatársa, 1969–1972 között a Szegedi Egyetem szerkesztője. 
1972-ben visszaköltözött Budapestre. 1972-től a Nők Lapja főmunkatársa 16 évig, 1988–2001 között pedig a Családi Lap olvasószerkesztője volt.

## Családja
Szülei: Fenákel Lajos és Latzkó Rózsa. 1958-ban kötött házasságot Bárdos Pál íróval. Két fiuk született: Bárdos László (1960) és Bárdos András (1964).

## Munkássága
Legfontosabb műfaja a novella. Figyelmét elsősorban a kiszolgáltatott  kisemberek hétköznapjai, a kisvárosi lét világa kötötte le. 

## Művei
- Két utca lakója (novellák, 1960)
- Az élet vidám dolog (novellák, 1963)
- Akvárium (regény, 1966)
- Tíz nap vidéken (regény, 1967)
- Vetkőztető (kisregények, 1970)
- Lili utazásai (regény, 1973)
- Májustól májusig (regény, 1974)
- Zsombón így csinálják...; Hazafias Népfront Országos Tanácsa, Bp., 1975 (Szembe nézve)
- Dokumentumok U.M.-ról (regény, 1975)
- Az Igazi Nagy Nő (kisregény, 1976)
- A negyedik segéd monológja (regény, 1978)
- Egy bizonyos Remény utca (elbeszélések, 1979)
- Egy regénye mindenkinek van (portrék, 1979)
- Az elhallgatás (regény, 1982)
- A hagyaték (regény, 1983)
- Bolondériából Harmóniába (meseregény, 1983)
- Itt járt a házmesterné (novellák, 1985)
- Három kisregény: Lili utazásai, Dokumentumok U.M.-ról, Az elhallgatás (regények, 1985)
- Magántörténet (kisregény, 1987)
- Szégyen (regény 1987)
- Grófnő a répaföldön (ifjúsági regény, 1990)
- Levélária (regény, 1993)
- A cég embere (kisregény, 2000)
- A fénykép hátoldala (regény, novella, 2002)
- Hajtogatós (Gergely Ágnessel közösen írt gyerekkori önéletrajz, 2004)
- A kékezüst hölgy (regények, 2005)
- Sefüle (novellák, 2007)
- K-vonal (novellák, 2013)
- Patchwork. Fenákel Judit novellái, Gergely Ágnes versei; Múlt és Jövő, Bp., 2021

## Származása
| Fenákel Judit (Budapest, 1936. jún. 25. – 2022. jan. 13.) | Apja: Fenákel Lajos (Endrőd, 1903. ápr. 22. – 1944/1945) kereskedő | Apai nagyapja: Fenákel Fábián (Mezősas, 1869. máj.10 – Budapest, 1922. máj. 9.) cipész, kereskedő | Apai nagyapai dédapja: Fenákel Lajos                                              |
| Fenákel Judit (Budapest, 1936. jún. 25. – 2022. jan. 13.) | Apja: Fenákel Lajos (Endrőd, 1903. ápr. 22. – 1944/1945) kereskedő | Apai nagyapja: Fenákel Fábián (Mezősas, 1869. máj.10 – Budapest, 1922. máj. 9.) cipész, kereskedő | Apai nagyapai dédanyja: Grósz Róza                                                |
| Fenákel Judit (Budapest, 1936. jún. 25. – 2022. jan. 13.) | Apja: Fenákel Lajos (Endrőd, 1903. ápr. 22. – 1944/1945) kereskedő | Apai nagyanyja: Schwarcz Rozália (Riza) (Endrőd, 1880. jan. 28 – ?)                               | Apai nagyanyai dédapja: Schwarcz Benjámin                                         |
| Fenákel Judit (Budapest, 1936. jún. 25. – 2022. jan. 13.) | Apja: Fenákel Lajos (Endrőd, 1903. ápr. 22. – 1944/1945) kereskedő | Apai nagyanyja: Schwarcz Rozália (Riza) (Endrőd, 1880. jan. 28 – ?)                               | Apai nagyanyai dédanyja: Stern Fáni                                               |
| Fenákel Judit (Budapest, 1936. jún. 25. – 2022. jan. 13.) | Anyja: Latzkó Rózsa (Budapest, 1914. dec. 27. – ?)                 | Anyai nagyapja: Latzkó Mór (Pest, 1872. jan. 19. – ?) kereskedő                                   | Anyai nagyapai dédapja: Latzkó Lipót (Vágújhely, 1825 – Budapest, 1914. jan. 13.) |
| Fenákel Judit (Budapest, 1936. jún. 25. – 2022. jan. 13.) | Anyja: Latzkó Rózsa (Budapest, 1914. dec. 27. – ?)                 | Anyai nagyapja: Latzkó Mór (Pest, 1872. jan. 19. – ?) kereskedő                                   | Anyai nagyapai dédanyja: Schweinburger Regina                                     |
| Fenákel Judit (Budapest, 1936. jún. 25. – 2022. jan. 13.) | Anyja: Latzkó Rózsa (Budapest, 1914. dec. 27. – ?)                 | Anyai nagyanyja: Steinitz Katalin (Budapest, 1875. febr. 12 – Budapest, 1941. jan. 30.)           | Anyai nagyanyai dédapja: Steinitz Dávid (Pest, 1834 – ?)                          |
| Fenákel Judit (Budapest, 1936. jún. 25. – 2022. jan. 13.) | Anyja: Latzkó Rózsa (Budapest, 1914. dec. 27. – ?)                 | Anyai nagyanyja: Steinitz Katalin (Budapest, 1875. febr. 12 – Budapest, 1941. jan. 30.)           | Anyai nagyanyai dédanyja: Rosenzweig Janka (Gyöngyös, 1845 – ?)                   |